# الضحية وأقنعتها
الضحية وأقنعتها : بحث في الذبيحة والمسخرة بالمغارب هو كتاب أنثروبولوجي للباحث والكاتب المغربي عبد الله حمودي، صدر عن دار توبقال للنشر عام 2010، ويقع في حوالي 220 صفحة.

## فكرة الكتاب
الكتاب يستكشف الطقوس المرتبطة بـ عيد الأضحى في المغرب، خاصة طقس الذبيحة وما يتبعه من احتفالات تُعرف بـ"المسخرة". يصفها حمودي بأنها نسق طقوسي شديد التعقيد، موغل في القدم، ويعكس العلاقة العميقة بين الإنسان المغربي وبيئته الطبيعية والاجتماعية،ويقع الكتاب في المحاور الآتية:
- الذبيحة كرمز ثقافي: ليست مجرد ممارسة دينية، بل تحمل دلالات اجتماعية ونفسية وسياسية.
- المسخرة: طقوس احتفالية تشمل ألعابًا وتمثيليات شعبية، تُمارس بعد الذبح، وتُظهر تحولات في الأدوار والهويات.
- نقد الأنثروبولوجيا الاستعمارية: ينتقد حمودي تأويلات الباحثين الغربيين الذين درسوا هذه الطقوس من منظور استعلائي أو إيديولوجي.
- منهجية البحث: يعتمد على المعاينة الميدانية في قرى الأطلس الكبير، ويقارن الظواهر بطقوس مماثلة في ثقافات أخرى.[2][3]

## اقتباسات من الكتاب
"الذبيحة ليست فقط فعلًا دينيًا، بل هي لحظة تعبير عن السلطة، وإعادة ترتيب للعلاقات الاجتماعية."
"المسخرة ليست مجرد لعب، بل هي إعادة ترتيب رمزي للعلاقات، وتعبير عن التوترات الكامنة في المجتمع." يكشف هذا الاقتباس كيف تتحول الطقوس إلى أدوات نقد اجتماعي ضمني.
"في لحظة الذبح، تتجلى السلطة في أوضح صورها، حيث يُعاد إنتاج الهيمنة من خلال الفعل الطقوسي." يربط حمودي بين الطقس والسلطة، ويُظهر كيف أن الممارسات الدينية تحمل دلالات سياسية واجتماعية.

"الاحتفالات التي تلي الذبيحة تُعيد تشكيل الهويات، وتفتح المجال للعب الأدوار وتجاوز الحدود الاجتماعية." يُبرز هذا القول كيف أن الطقوس تتيح للمجتمع التعبير عن ذاته بطريقة غير مألوفة.

## أسلوب الكتاب
يتّسم كتاب الضحية وأقنعتها: بحث في الذبيحة والمسخرة بالمغارب لعبد الله حمودي بأسلوب أنثروبولوجي تحليلي يجمع بين الدقة الوصفية والعمق التأويلي، حيث يعتمد المؤلف على المعاينة الميدانية لطقوس الذبيحة والمسخرة في قرى الأطلس الكبير، ويقارنها بطقوس مماثلة في ثقافات أخرى. يتميز النص بلغة علمية رصينة، تتخللها إشارات نقدية لتأويلات الباحثين الغربيين، خاصة في سياق الاستعمار، مع حرص على تفكيك الأبعاد الرمزية والاجتماعية والسياسية للطقوس المدروسة. ويُظهر حمودي قدرة على المزج بين السرد الإثنوغرافي والتحليل النظري، مما يجعل الكتاب مساهمة بارزة في تطوير منهج أنثروبولوجي ملائم لدراسة المجتمعات المغاربية والعربية

## النقد والاستقبال
حظي كتاب «الضحية وأقنعتها: بحث في الذبيحة والمسخرة بالمغارب» للأنثروبولوجي المغربي عبد الله حمودي بترحيب واسع في الأوساط الأكاديمية والثقافية، حيث اعتُبر من أبرز الدراسات التي قاربت الطقوس الشعبية في المغرب من زاوية أنثروبولوجية دقيقة. فقد ركّز النقاد على مساهمة الكتاب في تحليل طقس الذبيحة وما يرتبط به من رموز ومسارح اجتماعية، باعتباره مدخلاً لفهم البنيات الثقافية والأنساق الرمزية التي تحكم المخيال الجمعي بالمغارب. كما أُشيد بقدرة حمودي على الجمع بين المناهج الأنثروبولوجية والتحليل السيميائي والقراءة التاريخية، مما جعل الكتاب مرجعاً أساسياً في دراسة العلاقة بين الطقوس والدينامية الاجتماعية والسياسية. وقد تناولته مقالات صحفية ودراسات جامعية في المغرب وخارجه، معتبرةً إياه إضافة نوعية إلى مشروع حمودي في تفكيك الرموز الثقافية وتحليل السلطة والمعنى داخل المجتمعات المغاربية.